# Phill Lewis
Phill Lewis (ur. 4 września 1968 w Ugandzie) – amerykański aktor filmowy i telewizyjny oraz reżyser, występował m.in. w roli Mariona Moseby’ego w serialu Nie ma to jak hotel oraz jego kontynuacji Nie ma to jak statek i Hoocha w serialu Hoży doktorzy. Zagrał w serialu Lizzie McGuire jako dyrektor oraz rolę ochroniarza, przyjaciela Jimmy’ego w serialu Tak, kochanie. Wystąpił również w filmie Tatastrofa.
W latach 2006–2008 wraz z Brianem Stepankiem prowadził Igrzyska Disney Channel.

## Wczesne życie
Urodził się jako syn Gayle i Delano Lewisów. Jego ojciec był amerykańskim ambasadorem, który służył jako zastępca dyrektora Korpusu Pokoju i jako dyrektor krajowy w Nigerii i Ugandzie. Lewis ma trzech braci.

## Życie prywatne
Żonaty z Meghan Benton, z którą ma dwoje dzieci.
Pod koniec grudnia 1991 r. Lewis brał udział w wypadku samochodowym. Został oskarżony o nieumyślne spowodowanie śmierci Isabel Duarte, mieszkanki Bethesdy w stanie Maryland i prowadzenie pojazdu pod wpływem alkoholu. Jego poziom alkoholu we krwi mierzył w tym czasie trzykrotność granicy legalnego zatrucia. Sąd skazał aktora na pięć lat więzienia w zawieszeniu na cztery powołując się na pracę Lewisa po jego aresztowaniu z więzienną grupą teatralną, która występowała w więzieniach, szkołach i kościołach, aby uwydatnić konsekwencje zażywania narkotyków. Lewis musiał wykonać 350 godzin pracy społecznej.

## Filmografia

### Filmy
- 2011 – Nie ma to jak bliźniaki: Film jako Marion Moseby
- 2011 – Cziłała z Beverly Hills 2 jako juror na pokazie mody dla psów
- 2009 – Tatastrofa jako Maurice
- 2008 – Pretty Ugly People jako Raye
- 2005 – Tygrysy murawy – John Ryan
- 2004 – Zabójcza blondynka jako Charlie
- 2004 – Przetrwać święta jako Levine
- 2004 – Greener Mountains jako oficer Maxwell
- 2002 – Ja, szpieg jako Jerry
- 2002 – Trzeci do pary jako Mitch
- 2000 – It’s a Shame About Ray jako pan Scorcese
- 2000 – $pent jako Doug
- 1999 – Wielka heca Bowfingera jako aktor na przesłuchaniu
- 1996 – Museum of Love
- 1995 – Once Upon a Time...When We Were Colored jako Sammy w wieku 19 lat/Narrator
- 1992 – Żelazny Orzeł 3 – Asy jako Tee Vee
- 1991 – Złoto dla naiwnych jako dr Steven Jessup
- 1991 – Tag Team jako Ray Tyler
- 1991 – Brother Future jako T.J.
- 1989 – Jak dostałem się na studia jako Poważny chłopiec
- 1989 – Śmiertelne zauroczenie jako Denis

### Seriale
- 2009 – Fineasz i Ferb jako kierownik hotelu na Hawajach (głos)
- 2008-11 – Nie ma to jak statek jako Pan Moseby
- 2007 – Czarodzieje z Waverly Place jako Marion Moseby (gościnnie)
- 2007 – Jak poznałem waszą matkę jako pracownik banku (gościnnie)
- 2006 – Hannah Montana jako Marion Moseby (gościnnie)
- 2006 – Bracia i siostry jako dr Peter Edwards (gościnnie)
- 2005–2008 – Nie ma to jak hotel jako Pan Moseby
- 2005 – Amerykański tata – Duper (głos) (gościnnie)
- 2003–2005 – Joan z Arkadii jako oficer (gościnnie)
- 2003–2007 – Świat Raven jako Marion Moseby (gościnnie)
- 2002–2005 – 8 prostych zasad jako Cop (gościnnie)
- 2001–2004 – Lizzie McGuire jako kierownik (gościnnie)
- 2001 – Hoży doktorzy jako Hooch (gościnnie)
- 2000–2006 – Tak, kochanie jako Roy (gościnnie)
- 1999–2002 – Sprawy rodzinne 2 jako Prawnik
- 1997–2003 – Buffy: Postrach wampirów jako pan Platt (gościnnie)
- 1997–2002 – Dharma i Greg jako pan Wader (gościnnie)
- 1997–1999 – Biuro jako Bobby (gościnnie)
- 1996–1998 – Sparks jako detektyw Floyd Pitts
- 1995–1999 – Wayans Bros., The jako T.C. (1995–1998)
- 1995–2005 – JAG – Wojskowe Biuro Śledcze jako bosman Scalline (gościnnie)
- 1995–2004 – Drew Carey Show, The jako Mike (gościnnie)
- 1994–2004 – Przyjaciele jako Steve (gościnnie)
- 1994–2000 – Ich pięcioro jako detektyw Danner (gościnnie)
- 1994 – Hardball jako Arnold Nixon
- 1994–1999 – Jak dwie krople czekolady jako pan Berry (gościnnie)
- 1993–1998 – Living Single jako J.T. (gościnnie)
- 1992–1999 – Szaleję za tobą
- 1987–1988 – The Bronx Zoo jako Schuyler Tate (gościnnie)jako Jim (gościnnie)
- 1987–1997 – Świat według Bundych jako Geoerg (gościnnie)
- 1987–1993 – Inny świat jako Sam Lee (gościnnie)
- 1987–1988 – Frank's Place jako Homer (gościnnie)
- 1986–1991 – Amen jako Marvin (gościnnie)
- 1986–1987 – Starman jako J.B. (gościnnie)
- 1985–1990 – 227 – jako Ken (gościnnie)
- 1984–1990 – Charles in Charge jako Bernie (gościnnie)

### jako reżyser

#### Nie ma to jak statek
- „Boo You” (Odcinek 10)
- „Gain’ Bananas” (Odcinek 28)
- „Bermuda Triangle” (Odcinek 33)
- „Can You Dig It?” (Odcinek 40)
- „The Silent Treatment” (Odcinek 52)
- „Senior Ditch Day” (Odcinek 63)
- „My Sister’s Keeper” (Odcinek 64)
- „Frozen” (Odcinek 65)
- „Snakes on a Boat” (Odcinek 71)

#### Jessie
- „One Day Wonders” (Odcinek 5)
- „Creepy Connie Comes a Callin'„ (Odcinek 7)
- „Christmas Story” (Odcinek 8)
- „Beauty and the Beasts” (Odcinek 18)
- „A Doll’s Outhouse” (Odcinek 21)

#### Nadzdolni
- „SciANTs Fair” (Odcinek 4)
- „PhilANThropy” (Odcinek 11)
- „FraudulANT” (Odcinek 12)
- „The ReplacemANT” (Odcinek 13)

#### Nie ma to jak hotel
- „I Want My Mummy” (Odcinek 64)

#### Powodzenia, Charlie!
- „Bye Bye Video Diary” (Odcinek 41)
- „Ditch Day” (Odcinek 49)
- „Story Time” (Odcinek 54)
- „Name That Baby” (Odcinek 62)

#### Austin i Ally
- „World Records & Work Wreckers” (Odcinek 10)
- „myTAB & My Pet” (Odcinek 15)